# Saison 1973-1974 du Boucau stade
 (août 2010).
Cette page présente la saison 1973-1974 du Boucau Tarnos stade en championnat de France de rugby à XV de 1re division.

## Récit de la saison
Pour la saison 1973-1974, le Boucau stade évolue en première division. Il se maintient à ce niveau à l'issue d'une saison "cauchemardesque" où il n'enregistre pas une seule victoire en 14 matchs de championnat de France de rugby à XV.
Une fois cette compétition terminée, le Boucau stade atteindra les 1/4 de Finale du Challenge Jaureguy (qui est disputé par les équipes non qualifiées pour les phases finales du Championnat de France).
Cette même saison, les juniors Crabos du Boucau stade sont éliminés en 8e de Finale du Championnat de France par Tarbes.

## Transferts
| Joueur        | Poste    | Destination      |
| Bernard Perez | 3e ligne | Aviron bayonnais |

| Joueur             | Poste           | Destination      |
| Jean-Paul Champres | 3e ligne centre | Aviron bayonnais |

## La saison
Dans une poule composée de l'US Dax, AS Montferrand, Biarritz olympique, FC Lourdes, Vichy, Sporting club graulhetois & RC Narbonne, le Boucau stade connait une saison cauchemardesque ponctué par aucune victoire face au adversaire de cette saison.
Pire : 2 nuls (Lourdes & Vichy) et 6 défaites à domicile (Graulhet (la défaite contre les Tarnais, à Piquesasry, était la 1re enregistrée à domicile depuis 2 ans), Montferrand, Narbonne, Dax & Biarritz) jalonnent cette saison "calamiteuse".
À l'époque, un joueur blessé ne pouvait être remplacé. Ainsi, quand cela arrivait, l'équipe en question jouait "quasiment" à 14 (1 de moins) puisqu'au pire le joueur blessé sortait, au mieux, il restait sur le terrain mais en étant très fortement diminué (ce qui pénalisait son équipe).
C'est ce qui arriva au BS pour les réceptions de Narbonne et de Dax et lors du déplacement à Biarritz.
De plus, le club ne fut pas épargné par les blessures avec les absences plus ou moins longue du pilier Rene Alzugurren, des ouvreurs Pétriacq et Michel Dacharry, de l'ailier buteur Henry Damestoy ou du "maître à jouer" Michel Aîzpurua (demi de mêlée).
Le BS termine avant-dernier (7e sur 8, car Graulhet eut 6 points de pénalités à la suite d'un match houleux à Dax, qui lui eut 4 points de retirés).
| Adversaires               | Résultats Domicile | Résultats Extérieur |
| US Dax                    | Perdu 4 à 27       | Perdu 27 à 10       |
| Sporting club graulhetois | Perdu 10 à 21      | Perdu 20 à 0        |
| Biarritz olympique        | Perdu 8 à 10       | Perdu 19 à 4        |
| FC Lourdes                | match nul 6 à 6    | Perdu 28 à 0        |
| Vichy                     | match nul 7 à 7    | Perdu 22 à 0        |
| AS Montferrand            | Perdu 15 à 21      | Perdu 53 à 3        |
| RC Narbonne               | Perdu 13 à 26      | Perdu 55 à 9        |

Avec 2 nuls et 12 défaites en 14 rencontres, le Boucau Stade aurait dû retrouver la 2e Division sans une modification de règlement.
Aussi, il obtient un "joker" en pouvant jouer une 5e année consécutive en 1re Division (meilleur résultat depuis les années 1930) grâce à une refonte du Championnat et à la création du Groupe B.

## Meilleurs marqueurs de points et d'essais
| classement | Joueur                                | Points |
| 1          | Henry Damestoy                        | 26     |
| 2          | Christian Bélascain                   | 14     |
| 3          | Louis Damestoy                        | 12     |
| 4          | Moyano et José Foncillas              | 7      |
| 6          | Marquebielle, Calbète et Althabégoity | 4      |
| 9          | Philippe Destribats                   | 3      |

| classement | Joueur                                                                        | Essais |
| 1          | Christian Bélascain                                                           | 2      |
| 2          | Louis Damestoy, José Foncillas, Moyano, Marquebielle, Calbète et Althabégoity | 1      |

## Lechallenge Jaureguy
En fin de saison, le Boucau stade va se refaire une santé, via le Challenge Jaureguy (qui est disputé par les équipes non qualifiées pour les phases finales du championnat de France).
Obtenant 4 victoires (Contre Carmaux 12 à 3, Vileneuve/Lot 33 à 10, Bourgoin 16 à 7 & à Villeneuve/Lot 14 à 29) pour 2 défaites (à Carmaux (18 à 11) & à Bourgoin (7 à 4)), le BS se qualifie pour les 1/4 de Finale du Challenge disputé à Auch et perdu 22 à 3 contre Castres, futur vainqueur de l’épreuve.
| Poste            | Joueurs                                                 |
| 1re ligne        | Joseph Alzuguren, Daragès, René Alzuguren               |
| 2e ligne         | Lopez, Haurieu                                          |
| 3e ligne         | Gilles Fanen, J-P Champres, Escoubé                     |
| demi de mêlée    | Camou                                                   |
| demi d'ouverture | Pétriacq                                                |
| 3/4              | Marquebielle, Belascain, Louis Damestoy, Henry Damestoy |
| arrière          | Foncillas                                               |

- À noter que Gérard Novion, débuta en équipe 1re cette saison, en 3e ligne à 19 ans alors qu'il était encore Junior, lors du Challenge Jauréguy contre Carmaux (victoire 12 à 3 le 17 février 1974).

## Effectif
| Rang | Nom                  | Poste                   | parcours      |
| 1    | Joseph Alsugurren    | Pilier                  |               |
| 2    | René Alsugurren      | Pilier                  | formé au club |
| 3    | Arnaud Daragnès      | Talonneur               | Tyrosse       |
| 4    | Robert Haurieu       | Pilier ou 2e ligne      | formé au club |
| 5    | Bernard Lopez        | 2e ou 3e ligne          | formé au club |
| 6    | Bouhében             | 2e ligne                |               |
| 7    | Alain Daramy         | 2e ligne                | formé au club |
| 8    | Jacques Arotcharen   | 2e ligne                |               |
| 9    | Gilles Fanen         | 3e ligne                | formé au club |
| 10   | Jean-Jacques Escoubé | 3e ligne                | formé au club |
| 11   | Gonzalez             | 3e ligne ou ailier      |               |
| 12   | Jean-Paul Champres   | 3e ligne                | Bayonne       |
| 13   | Christian Jimenez    | 3e ligne                | formé au club |
| 14   | Daniel Aragon        | 3e ligne                | formé au club |
| 15   | Marquebielle         | Demi de mêlée ou centre |               |

| Rang | Nom                 | Poste                      | parcours      |
| 16   | Camou               | Demi de mêlée ou Talonneur | formé au club |
| 17   | Alain Calbète       | centre ou ouvreur          | formé au club |
| 18   | Yves Pétriacq       | Ouvreur                    | formé au club |
| 19   | Michel Dacharry     | Ouvreur                    | formé au club |
| 20   | Christian Bélascain | Centre ou ouvreur          | formé au club |
| 21   | Henry Damestoy      | Ailier                     | formé au club |
| 22   | Louis Damestoy      | Centre ou ailier           | formé au club |
| 23   | Parisis             | Ailier                     |               |
| 24   | Moyano              | Ailier                     |               |
| 25   | Philippe Destribats | Ailier                     | formé au club |
| 26   | Louis Perlan        | Ailier                     | formé au club |
| 27   | Mamert              | Ailier                     | formé au club |
| 28   | Althabegoity        | Ailier                     |               |
| 29   | José Foncillas      | Arrière                    | formé au club |
| 30   | Michel Aïzpurua     | Demi de mêlée              | formé au club |
| 31   | Gérard Novion       | 3e ligne                   | formé au club |

## Les juniors crabos
Cette saison, les Juniors Crabos (dont le groupe est composé dans sa majorité par les anciens cadets Champion de France en 1972) sont éliminés en 8e de Finale du Championnat de France par le Tarbes (de Trille) à Pau.
Ils avaient réussi l'exploit d'éliminer les Juniors du Stade Toulousain (de Martinez) 15 à 3 en 16e de Finale à Plaisance/Gers.